# 鎌蔵王
鎌蔵王（かまくらおう、生没年不詳）は、平安時代初期の皇族。名は鎌倉王とも記される。官位は従五位上・大和権守。

## 経歴
仁明朝後期の承和11年（844年）従五位下・少納言に叙任される。その後、10年近くに亘って少納言を務める間、嘉祥3年（850年）文徳天皇の即位後まもなく従五位上に叙せられるとともに、同年例幣使として、仁寿2年（852年）には風雨が止むことを請うために、それぞれ伊勢太神宮に派遣されている。
仁寿3年（853年）大和権守として地方官に転じた。

## 官歴
『六国史』による。
- 時期不詳：正六位上
- 承和11年（844年） 正月7日：従五位下。7月10日：少納言
- 嘉祥3年（850年） 4月17日：従五位上
- 仁寿3年（853年） 正月16日：大和権守